# Osor
Osor je mjesto na otoku Cresu, na prevlaci što je nekad spajala danas razdvojene otoke Cres i Lošinj. Administrativno, naselje pripada gradu Malom Lošinju.

## Stanovništvo
Prema popisu iz 2001. godine, naselje ima 73 stanovnika.
| broj stanovnika | 253   | 254   | 284   | 291   | 305   | 352   | 366   | 321   | 219   | 148   | 97    | 98    | 70    | 80    | 73    | 60    | 26    |
|                 | 1857. | 1869. | 1880. | 1890. | 1900. | 1910. | 1921. | 1931. | 1948. | 1953. | 1961. | 1971. | 1981. | 1991. | 2001. | 2011. | 2021. |

## Povijest
Rimski naziv za Osor je Apsorus, a bizantinski Opsara.
Zbog svog prometno-strateškog položaja u Kvarneru, Osor je u prošlosti zauzimao značajno mjesto u povijesti Jadrana. Nekad moćno i bogato trgovačko mjesto još i danas svojim zidinama svjedoči o toj prošlosti.
Od pradavnih vremena čovjek je uočio prikladnost otočne skupine Cres-Lošinj za nastavanje i osiguranje svog opstanka. Naročitu privlačnost pružila je niska kopnena prevlaka koja spaja otok Lošinj s Cresom, a na kojoj se danas nalazi naselje Osor. Prevlaka je sa sjeverne i južne strane omeđena morem, a s istočne i zapadne strane povezana je s kopnenim područjem navedenih otoka. To je pružalo mogućnost plovidbe i ribolova te razvitak lova, stočarstva i ratarstva.
Najstariji žitelji su iz mlađeg kamenog doba i oni nastanjuju špilje i krške jame u okolici Osora. Iliri na tlu današnjeg Osora osnivaju naselje koje se nalazi na plovidbenom putu uzduž i poprijeko Kvarnerskog zaljeva te ga spominje i grčki kozmograf Pseudo-Skilak u svom djelu Periplusu.
Osorska prevlaka pruža izvanrednu zaštitu od svih vjetrova i oluja. Preko nje prolazi linija najstarijeg europskog poznatog pomorsko-kopnenog tranzita od Egejskog do Baltičkog mora nazvanog Jantarni put. Dokaz tome su brojni jantarski ukrasi nađeni u ilirskim grobovima u okolici Osora.
U doba rimske vlasti Osor je bio razvijeni i utvrđeni grad. Iz tog razdoblja ostali su fragmenti monumentalnih zidina i zgrada. Osor je bio antičko pomorsko uporište koje je bilo u središtu pomorskih linija koje su spajale Ravennu, Pulu i Poreč sa Senjom te antički Plomin i Labin sa Zadrom i Solinom. U ranom srednjem vijeku Osor ostaje važna strateška baza Bizanta i u to doba se podižu značajni sakralni objekti.
Važnost Osora sačuvala se i u doba stare hrvatske države kada je područje Kvarnera postalo žarištem hrvatske kulture i glagoljaštva, a iz tog vremena datira i Osorski evanđelistar, rukopisni kodeks iz 1070.
Mletačkom okupacijom Osor gubi svoje dotadašnje značenje, a njegovu ulogu preuzima gradić Cres.
Zadnji monumentalni objekt podignut u Osoru je nova katedrala čija je zgradnja započeta u gotičkom, a završena u renesansnom stilu.
Povijest ovog gradića se može pratiti kroz preobrazbu vjerojatno ilirskog imena, preko zabilješki grčkih, rimskih, bizantskih i latinskih pisaca do izgovorene hrvatske riječi: Apsoros, Opsare, Apsarus, Absortium, Osor.

### Prapovijest
Brojni su tragovi ljudskog života iz razdoblja mezolitika u špiljama na otocima Cresu i Lošinju, osobito u neposrednoj okolici Osora.
- Vela spilja na Lošinju krije najstarije prapovijesne nalaze na Kvarneru (srednji paleolitik, 10000 g. pr. Kr.).
- Jamina Sredi na južnom dijelu Cresa je iz razdoblja ranog neolitika s tipičnim i brojnim nalazima.

Za razliku od ostalih naselja na Cresu i Lošinju koja su željela biti što nepristupačnija s morske strane, Osor je nastao na morskoj prevlaci koja je bila za 900 m šira nego danas. Ona je značila vlast nad morem, izvor bogatstva koji je trebalo braniti i održati. Osor je tako morao biti zaštićen te je njegovo prvo stanovništvo živjelo u liburnskoj gradini. Liburni su od Grka prihvatili gradnju kiklopskih zidina čiji se tragovi mogu naći u temeljima današnjih zidina. Iz ovog razdoblja najviše se može doznati iz liburnskih grobova. U jednom takvom je pronađeno dvije stotine jantarskih kuglica što dokazuje sklonost Ilira prema jantarskom ukrasu i bogatstvo jantarskih predmeta kojim se plaćala sloboda prolaza broda kroz umjetno prokopan kanal. U Periplusu Pseudo-Skilak spominje liburnijski otok Elektrides. Vjerojatno se naziv odnosio na obilje jantara (elektrona) i nije ga teško dovesti u vezu s ovim otocima.
Osor je bio značajna tranzitna postaja koja je pružala izvrstan zaklon brodovima koji su u to doba plovili uglavnom uz obalu. Tada pomorci nisu znali za bordižanje i nisu mogli ploviti protiv vjetra.
O postanku Osora, ali i cijele lošinjsko-creske skupine otoka govori grčki mit o Argonautima. Moreplovci na brodu Argo krenuli su u Kolhidu da otmu zlatno runo. Vođa broda Jazon je na nagovor svoje sestre Medeje ubio Apsyrta, sina kolhidskog kralja Eteja. Njegovo rasječeno tijelo bacio je u more i tako je nastao otočni arhipelag koji se danas naziva Apsyrtides.
Bez obzira na sadržaj i vjerodostojnost legende, Osor pripada među naše najstarije gradove te je prvi s naše obale ušao u pisanu povijest. Ovuda je prolazio povijesni Jantarni put koji je naše obale povezivao s Baltikom.

### Antika
Osor je postao rimskim gradom 167. g. pr. Kr. Rimljani su ga utvrdili slijedeći ilirske bedeme. Arheologe zbunjuje činjenica što ta rimska utvrda nije imala monumentalna ulazna vrata. More je bilo glavno uporište u obrani naselja, pa je važan prostor bila njegova luka.
Nevjerojatno je da je taj grad, danas bez luke, nekad bio važno pristanište i trgovačko čvorište. Prema nekim autorima luka starog Osora bila je na istočnoj strani naselja na prostoru koji je danas dijelom kopno. Nasuti dio tog prostora nosi naziv Jazit (prema Skoku to je deminutiv od Jaz što znači zasut), a sjeverna uvala nosi hrvatski naziv Bijuar - Bijar (prema Skoku potječe od oblika starog mletačkog pridjeva vier = stari uz koji treba pretpostaviti imenicu portus). Na zapadnoj strani bio je morski prolaz Kavuada koji je bio manje korišten (danas je to jedini prolaz koji razdvaja otoke Lošinj i Cres).
Istraživanjim je otkriveno niz rimskih građevina poput glavnih ulica carda i decumanusa, javnih zgrada, kanalizacije (otjecala je u zapadni kanal poznat po jakim morskim strujama) i vodovoda koji je skupljao živu vodu iz okolice naselja. Antička nekropola bila je preko zapadnog kanala, na lošinjskoj strani. Tu su otkopani zlatni i srebrni ukrasni predmeti, svjetiljke za ulje, metalni i keramički predmeti, staklene posude za pepeo poput onih u Akvileji i Saloni. Otkopan je i brojni raznovrsni novac, svjedok snažnih trgovačkih veza.
Osor je tada imao obilježje kozmopolitskog grada jer su u njemu živjeli ostaci Ilira, novo rimsko – italsko pučanstvo i brojni doseljenici s istoka (Grci). To je doba najvećeg bogatstva i blagostanja grada koji je tada, prema podacima A. Fortisa iz 18. st., imao oko 20.000 stanovnika. Ipak su to nerealne brojke. Andrija Mohorovičić, u djelu Ibidem, govori o "nekoliko tisuća stanovnika" u rimskom Apsorusu.

### Bizant
Događaji vezani uz pad Zapadnog Rimskog Carstva (druga polovica 5. st.) nisu remetili razvoj grada. Ni kratkotrajna vlast Ostrogota (Teodorik je 493. g. zavladao Italijom i Dalmacijom) nije izmijenila izgled ni ustrojstvo Osora. U prvoj polovici 6. st. Osor biva pripojen Dalmaciji i ulazi u sastav Bizantskog carstva i tada nastupaju velike promjene u urbanoj strukturi.
To je vrijeme iznimne ličnosti cara Justinijana koji je svojim Zakonima obvezao sve osvojene krajeve. Bizantsko pravosuđe je crkvi jamčilo slobodan utjecaj na javni život i upravu. U takvim se okolnostima kršćanstvo u Osoru širilo istodobno s uređenjem bizantske uprave, iako nije isključeno da se pojavilo već i ranije.
Od prve polovice 6. st. spominje se Osorska biskupija, što pretpostavlja postojanje odgovarajuće monumentalne građevine. Crkveni sklop sačinjen od bazilike katedrale, krstionice (baptisterija) i biskupovog stana (episkopija) nije bio smješten u središtu nego na rubu grada. Osorska stolna crkva bila je ukrašena velikim stupovima i mozaikom na podu, a njezin prostor rasčlanjen lađama (pet ili sedam brodova). Danas je od tog sjaja ostala samo grobna kapela s malim zvonikom na preslicu koja je privukla brojne strane i domaće stručnjake koji su otkrili tragove mozaika, mnoštvo ulomaka pletene ornamentike i arheoloških pojedinosti. Pronađeni su ostaci baptisterija i episkopija.
Saraceni su u 9. st. napali grad i oštetili katedralu; šteta se vjerojatno mogla popraviti. Kobniji je bio napad Genovežana u 14. st. koji su uzrokovali poraznu štetu na katedrali i time potaknuli gradnju nove na današnjem mjestu (u središtu grada). Napuštena, prva stolna crkva postala je ruševinom.
Na bizantsko vrijeme podsjećaju i pojedinosti gradskih zidina s ostacima karakterističnim za oblike bizantske fortifikacijske arhitekture. Tada je u gradu bilo razvijeno zanatstvo poput zlatarstva.

### Rani srednji vijek
Događaji u srednjem vijeku mijenjaju urbani lik naselja i utječu na razvoj njegovog političkog, društvenog i kulturnog života. Grad Osor ušao je u hrvatsku povijest.
Lagana inflacija Hrvata (u sklopu Slavenske migracije) pomalo ruši antičku tradiciju. U zaštiti zidina dalmatinskih gradova (Osora, Krka, Raba, Zadra, Trogira, Salone, Dubrovnika i Kotora) romansko stanovništvo životari i čuva svoj vulgarni latinski jezik i kršćansku vjeru. Konstantin Porfirogenet u djelu O upravljanju carstvom navodi da su ti gradovi mogli živjeti "od mora".
Mirom u Aachenu 812. g. romanski gradovi pripadaju Bizantu, a veliki crkveni raskol 863. g. dovodi ih pod crkvenu vlast Carigrada. Ostatak hrvatskog teritorija je pripao Francima i Ninskom biskupu. U drugoj polovici 9. st. Crkva je u hrvatskoj državi dobila jači oslonac i počelo se širiti slavensko bogoslužje i glagoljica. Otoci Krk i Cres bili su područje najživljeg širenja tog slavenskog bogoslužja. Konstantin Porfirogenet je zabilježio da Bizant plaća danak hrvatskim knezovima (za Osor 100 zlatnika).
Petar Krešimir IV. je 1018. g. uspio zagospodariti bizantskim gradovima pa tako i Osor ulazi u sastav jedinstvene kraljevine Dalmacije i Hrvatske. Sjećanje na izvanrednu ličnost tog vladara zabilježeno je u osorskom samostanu Sv. Petra. Osor tada proživljava svoje najveće i posljednje blagostanje.
Naselje se sad rasčlanjuje u tri jednako značajne jezgre: biskupsku, redovničku (benediktinska opatija Sv. Petra) i općinsku.
Biskupsko središte nastavlja raskošnu tradiciju, a biskup je i dostojanstvenik na hrvatskom dvoru. 
Uloga Benediktinaca je značajna jer se oko njih širi pismenost – uglata glagoljica tzv. uglata beneventana. Samostan Sv. Nikole koji je podređen samostanu Sv. Petra jedan je od najstarijih skriptorija u Hrvatskoj. Iz tog je samostana Osorski evanđelistar (danas u Vatikanskom arhivu, pisan beneventanom između 1080. – 1082. g.) u kojem se spominje rex noster, a to je bio Zvonimir, pored imena bizantskog cara; za oboje se molilo u večernjim molitvama.
Municipalno središte naselja postaje okosnica svakidašnjice, oko gradskog trga su nicale nove građevine, a najznačajnija je bila gradska vijećnica (visoko razvijena komuna).

### Srednji i novi vijek
U ratu između Ugara i Mletaka Osor je par puta izmijenio gospodare. Mleci su čvrstim sponama stezali grad što se najbolje vidi u fortifikacijama. Nad gradom dominira veliki toranj kaštela bdijući nad trgom grada, nekad simbolom njegove slobode. Kaštel je bio podignut u zapadnom dijelu grada, sjeverozapadno uz gradska vrata; bio je feudalno sjedište, a zatim rezidencija kneza sve do sredine 14. st. kada je napušten. Odmah u toku druge polovice 12. st. Mleci uvode oligarhijski sustav na otoku, i time ruše dotadašnja prava slobodne općine. Za vrijeme rata Mlečana s genovežanima, u trećoj četvrtini 14. st., Genovežani su opsjedali Osor i teško ga razorili. Mlečani popravljaju i podižu nove zidine. Ispred zapadnih gradskih vratiju, preko zapadnog kanala, Kavuade, prebačen je most. Na tom mjestu i danas postoji most. Od istočnih gradskih vratiju sačuvao se samo lav sv. Marka s otvorenom knjigom (simbolizira mir). Zidine su popravljane i kasnije tijekom 15., 16. i 17. st.
Prostor unutar zidina bio je dovoljan za sve potrebe ratom i pošastima kuge i malarije smanjenog stanovništva. Malarija se javila zbog plićina na istočnoj strani grada (Jazit) gdje je nekad bio rimski kanal.
Prema zapadnim vratima okrenuto je pročelje crkvice Sv. Gaudencija. Sagrađena je u 14. st. nakon pustošenja Genovežana. Sv. Gaudencije je bio osorski biskup koji je prema legendi protjerao sve zmije otrovnice s cresko-lošinjskog arhipelaga. Kad je umro, njegovo tijelo je doplutalo morem iz Italije. To je Osoranima bio dovoljan razlog da ga proglase svojim zaštitnikom.
Prema mađarskim podacima, u 1399. godini Miklós Siklósi postao je biskup Osora.
Jezgra naselja okuplja se oko starog gradskog trga gdje se osim stare gradske vijećnice nalaze biskupska palača i nova katedrala.
Gradska vijećnica je sagrađena između 1410. i 1450. g. Prizemlje joj je otvoreno ložom, na katu je dvorana za vijećanja, a na krovu tornjić sa satom. Od kraja 19. st. u zgradi je arheološki muzej i arhiv općine.
Biskupsku palaču dao je sagraditi biskup Marko Nigris (1481. – 1484. g.). Tlocrt je u obliku slova U i ima dva dvorišta u kojima su biskupi držali zbirke kamenih ulomaka iz ranijih razdoblja. Značajan je grlić bunara s pleternom ornamentikom i motivom lozice iz 11. st.
Nova katedrala Marijina Uznesenja najljepši je ukras trgu. Gradila se u vrijeme dvaju biskupa Antuna Palčića (1463. – 1470. g.) i Marka Nigrisa. Na pročelju je zabilježena 1497. g. kao završetak izgradnje, a oltar je posvećen iduće godine. Crkva nije pravilno orijentirana istok - zapad, ali izuzetnim položajem u prostoru predstavlja zanimljivo urbanističko rješenje. Na vanjštini katedrale prepoznaju se utjecaji Jurja Dalmatinca. Unutrašnjost je skromna, s renesansnim stupovima i svetištem sličnim kao u šibenskoj katedrali. Nezgrapnost u sklad ovog malog prostora unosi zvonik. Njega je u blizini katedrale sagradio krčki majstor Jakov Galeto 1575. g. To je danas najveći crkveni zvonik na otočju. U riznici katedrale nalazi se nekoliko vrijednih slika, crkvene relikvije i zbirka crkvenog posuđa i tekstila.
Sredinom 15. st. započinje razdoblje postupnog propadanja i degradiranja Osora, posebice od kada ga je napustio knez (comes). Neprekidno se smanjuje broj stanovnika i kuća. Za njima ostaju crkve koje se popravljaju i čiji se inventar povećava. Biskupi dolaze tek povremeno i uživaju u raskošnom biskupskom dvoru. Popis inventara biskupske palače napravio je biskup Ivan Ferro.
Ipak, u kasnijim desetljećima 15. stoljeća, u uvalici sjeverno od Osora, Bijaru, uspostavljen je glagoljaški samostan franjevaca trećoredaca. Samostan je uspostavljen u objektima koje je darovala obitelj Romeis: crkva sv. Marije, s kućom, vrtlom i zemljištem, a primatelj darova je bio franjevac koji je izbjegao pred turskim progoniteljima. Samostan je djelovao do 1841.
U 16. st. Osor ima samo 500 stanovnika, dok je u 18. st. broj smanjen na 250. Pravni život stare osorske komune održavao se sporo sve do 18. st. Pokušaj izgradnje solane sredinom 15. st. napušten je zbog krive pretpostavke da one uzrokuju malariju. Jedini prihod od takse brodova bivao je sve manji jer su oni sve rjeđe ovuda prolazili, a kanali su se zbog neodržavanja sve više zatrpavali.
Ni kratka Napoleonova okupacija od 1797. do 1813. g. nije poboljšala situaciju grada koji je sve više nestajao. Za duže austrijske vladavine (1813. – 1919. g.) grad je uglavnom održavan. Njegov izgled znatno je izmijenjen rušenjem gradskih zidina i vrata, što je bilo učinjeno da se smanji malarija. Talijanska okupacija, prvo vojna, a potom i formalna (Rapallski sporazum) koja je trajala od 1919. do 1943. g. pridonijela je arheološkim iskopavanjima i konzervacijama spomenika. Talijanska okupacija je utjecala i na govor stanovnika pa stariji stanovnici pričaju samo talijanski jezik.[nedostaje izvor] Od 1945. g. Osor je konačno u sastavu hrvatske države.

## Danas
Danas Osor privalči brojne posjetitelje i nautičare koji ga "opsjedaju" poput nekih novih Argonauta. U ljetnim mjesecima Osor je pozornica na kojoj se održava zanimljiv glazbeni festival: Osorske glazbene večeri na kojima sudjeluju glazbenici iz cijeloga svijeta.
Broj stanovnika pao je na 100-tinjak. Bez demografske obnove ne može se ni zamisliti revitalizacija. Pitanje je kako to postići – jer Osor to svakako zaslužuje zbog svoje izuzetno bogate prošlosti, ali i zbog postojećih mogućnosti uključivanja u suvremene društveno–ekonomske tokove razvijanjem ribarstva, mediteranskog poljodjelstva, stočarstva i turizma.
Tragovi kulture očuvani tradicijom prelaze u seosko stvaralaštvo, i tu žive još i danas. Nisu to samo brojni jezični izrazi grčkog ili romanskog podrijetla (sidro = rakno), već bogata kultura nestalog grada koja živi u raznovrsnim pojedinostima predmeta svakidašnjice i načinu života otočkih seljaka. Povezanost kulture sela i grada očituje se i u osebujnostima crkvene glazbe (gregorijansko pjevanje s hrvatskom pučkom popijevkom).
Izvanredni položaj Osora u središtu Kvarnera, vrijednost fragmentiranih ostataka kulturne baštine, te agilnost njegovih stanovnika i entuzijazam stalnih posjetitelja osiguravaju Osoru vječnost.

## Kultura
- Arheološka zbirka Osora nalazi se u nekadašnjoj Gradskoj vijećnici. Sadrži lapidarij s kamenim ulomcima nađenim na tlu današnjeg Osora. Otvorena je 1889. godine.

- Osorske glazbene večeri održavaju se ljetnih mjeseci u Osoru od 1976. godine. Mjesto održavanja je crkva Uznesenja Blažene Djevice Marije, ali i okolni prostori na Osorskim ulicama.

- Kipovi i skulpture povezani s glazbom postavljeni su na ulicama (Aleja hrvatskih skladatelja) i trgovima Osora. Tako tu možemo naći nekoliko odljeva skulptura Ivana Meštrovića (Daleki akordi) i Frana Kršinića (Franjo Krežma), kip Ive Tijardovića, a u ljeto 2006. bit će otkrivena bista Blagoja Berse.
- Boris Papandopulo je napisao kompoziciju Osorski requiem.

## Vanjske poveznice
|  | Zajednički poslužitelj ima još gradiva o temi Osor |

- Kulturno naslijeđe Primorsko-goranske županije  Arhivirana inačica izvorne stranice od 9. ožujka 2008. (Wayback Machine) Osor - značajne građevine
- Internetske stranice Župe sv. Gaudencija - Osor[neaktivna poveznica]